# Florian Eres
Florian Eres (* 5. Juni 1998 in Hohenems) ist ein österreichischer Fußballtorwart.

## Karriere
Eres begann seine Karriere beim VfB Hohenems. Im Oktober 2014 wechselte er in die Schweiz in die Jugend des FC St. Gallen. Zur Saison 2015/16 kehrte er nach Hohenems zurück. Für die erste Mannschaft des VfB kam er in jener Saison zu zwölf Einsätzen in der Vorarlbergliga. Zu Saisonende stieg er mit dem Verein in die Regionalliga. In der Saison 2016/17 absolvierte der Torwart 18 Partien in der dritthöchsten Spielklasse. Nachdem er in der Hinrunde der Saison 2017/18 nur zu einem Einsatz gekommen war, wechselte er im Jänner 2018 zum viertklassigen Schwarz-Weiß Bregenz. Für die Bregenzer kam er bis Saisonende zu 15 Einsätzen in der Vorarlbergliga. In der Saison 2018/19 kam er zu 31 Saisoneinsätzen. Mit Bregenz stieg er zur Saison 2019/20 in die neue Eliteliga auf.
Nach dem Aufstieg kehrte er zum Neo-Ligakonkurrenten Hohenems zurück. Für die Hohenemser kam er bis zur Winterpause 2019/20 zu 18 Einsätzen in der Eliteliga. Im Jänner 2020 wechselte Eres zum Zweitligisten SC Austria Lustenau. Sein Debüt für Lustenau gab er im Mai 2020 im Finale des ÖFB-Cups gegen den FC Red Bull Salzburg, in dem er den gesperrten Einsergoalie Domenik Schierl vertrat. Mit den Vorarlbergern verlor er das Finale gegen den Serienmeister mit 5:0. Dies blieb sein einziger Saisoneinsatz, in der Liga wurde er für Lustenau in der Saison 2019/20 nicht eingesetzt. Im Mai 2021 debütierte er schließlich auch in der 2. Liga, als er am 30. Spieltag der Saison 2020/21 gegen den SV Lafnitz in der Startelf stand. Dies sollte allerdings sein einziger Ligaeinsatz für Lustenau bleiben. Mit der Austria stieg er am Ende der Saison 2021/22 in die Bundesliga auf.
Nach dem Aufstieg wechselte er zur Saison 2022/23 zum Zweitligisten SK Vorwärts Steyr. Für Steyr kam er bis zur Winterpause als Stammtormann zu 15 Zweitligaeinsätzen, in der Rückrunde hatte er gegenüber Neuzugang Nikolas Polster immer das Nachsehen. Mit Steyr stieg er zu Saisonende aus der 2. Liga ab. Daraufhin kehrte er zur Saison 2023/24 zu Regionalligist Hohenems zurück.